# Sperrhake
Sperrhake est le nom d'une des principales marques de clavecins allemandes du XXe siècle. L'atelier était situé à Passau en Bavière.

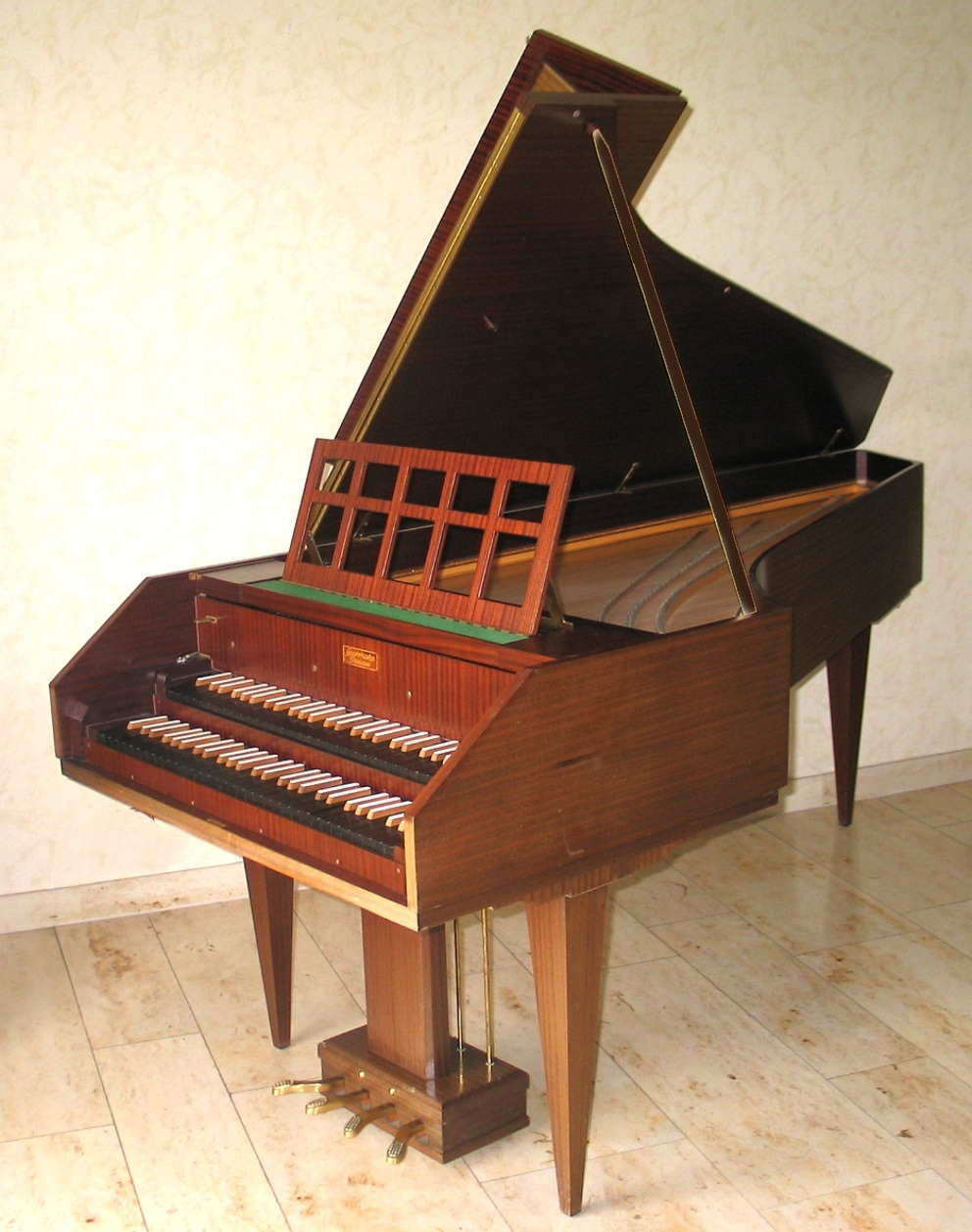
Clavecin « moderne » de marque Sperrhake - 1976

## Histoire

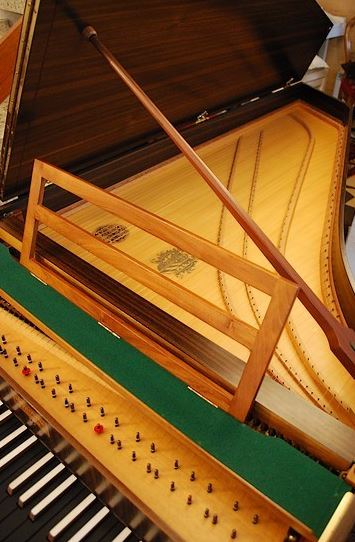
Petit clavecin Sperrhake (années 1970): jeux 8', 4' et luth (fermé dessous).

Le fondateur de la firme, Kurt Sperrhake était né en 1907 à Eisenberg (Thuringe) et mort à Passau en 1991.  Avant la Seconde guerre mondiale, il était facteur de pianos et vendait, de façon accessoire, des clavecins de marque Ammer.
En 1948 il commença à construire ses propres clavecins. Homme d'affaires avisé, il parvint à hisser Sperrhake au premier rang des constructeurs allemands (et même du monde) de clavecins fabriqués en série (Serieninstrumente). L'effectif de l'entreprise s'éleva jusqu'à plus de 60 personnes.
La production était de l'ordre de 600 instruments par an vers la fin des années 1960. En 1968 le fils du fondateur, Horst Sperrhake (1940–2005) reprend la firme, il arrête la fabrication d'instruments en 1988 et cesse toutes activités commerciales en 1997.
Les modèles sont très comparables à ceux des principaux concurrents, Neupert, Wittmayer, etc. Comme eux, ils ne doivent presque rien aux principes et méthodes de la facture historique plus en vogue de nos jours. 
La marque Sperrhake appartient aujourd'hui à Neupert, qui assure l'entretien des instruments et la vente de pièces de rechange.